# Riflessi di me
Riflessi di me —en español: Reflejos de mi— es el álbum debut de la cantante italiana Francesca Michielin, publicado el 2 de octubre de 2012 y producido por Andrea Rigonat. El álbum fue precedido por el sencillo «Sola», publicado el 31 de agosto de ese mismo año. El disco también incluye el sencillo «Distratto», lanzado poco después que Michielin se convirtiera en la ganadora de la quinta temporada de la versión italiana de X Factor, además de previamente haber lanzado un EP bajo el mismo nombre.

## Lista de canciones
| Riflessi di me |                        | |          |  |
| N.º            | Título                 | Escritor(es) | Duración |  |
| 1.             | «Sola»                 | Roberto Casalino, Elisa Toffoli | 4:00     |  |
| 2.             | «Arcobaleni»           | Matteo Valicelli, Emma Rohan, Ashley Howes, Jez Ashurst, Richard Frederick Stannard, Charlotte Hamson, Natalie Hamson, Laura Brophy, Katie Taylor, Rachel Alderson | 3:37     |  |
| 3.             | «Quello che vorrei»    | Casalino, Francesca Michielin | 4:02     |  |
| 4.             | «Mai più»              | Matteo Valicelli | 3:20     |  |
| 5.             | «Se cadrai»            | Carlo Bonazza, Toffoli | 3:46     |  |
| 6.             | «Tutto quello che ho»  | Toffoli, Gianluca Ballarin, Tyneshia Le Blanc | 3:46     |  |
| 7.             | «Distratto»            | Toffoli, Casalino | 4:12     |  |
| 8.             | «Il più bel abbraccio» | Casalino, Michael Busbee, Kevin Griffin, Joy Megan | 4:03     |  |
| 9.             | «Riflessi di me»       | Virginio Simonelli, Michielin, Toffoli | 3:38     |  |
| 10.            | «Honey Sun»            | Michielin | 5:31     |  |
| 11.            | «Non mi dire»          | Toffoli | 3:37     |  |
| 12.            | «Un nuovo nome»        | Ermal Meta | 3:52     |  |
| 13.            | «Indelebile»           | Mario Cianchi, Toffoli | 3:30     |  |
| 39:16          |                        | |          |  |

| Bonus tracks en la edición para iTunes |                                     |                                         |          |  |
| N.º                                    | Título                              | Escritor(es)                            | Duración |  |
| 14.                                    | «Honey Sun» (Swing Mix)             | Francesca Michielin                     | 4:17     |  |
| 15.                                    | «Riflessi di me» (Versión acústica) | Virginio Simonelli, Francesca Michielin | 3:22     |  |

## Posiciones en las listas
| Lista (2012)  | Máxima posición |
| ------------- | --------------- |
| Italia (FIMI) | 4               |

## Créditos y personal
- Francesca Michielin – voz, coros
- Max Gelsi – bajo
- Francesco Cainero – bajo
- Andrea Fontana – batería, percusión
- Carlo Bonazza – batería
- Andrea Rigonat – guitarra eléctrica, guitarra acústica, programación
- Christian "Noochie" Rigano – teclados, sintetizador, programación
- Cristiano Norbedo – teclados, sintetizador, programación
- Gianluca Ballarin – teclados, piano, órgano Hammond, piano Rhodes
- Simone Bertolotti – teclados
- Elisa – piano